# 汤漪

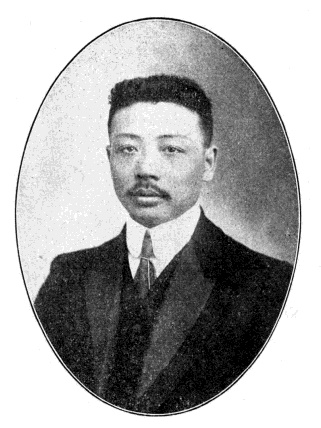

汤漪（1881年—1942年4月15日），男，原名文漪，字斐予，江西泰和人。中华民国政治人物。

## 生平
汤漪是清朝举人，留学日本后，毕业于庆应大学，后又赴美国留学。1911年回中国，任各省都督府代表联合会代表、南京临时参议院议员。后汤漪担任袁世凯总统府谘议。他是政学会的领导人之一。1920年，汤漪任广东政务会议参议。1923年，汤漪和李根源等策划拥立黎元洪在天津组织政府，后此事未成功。1925年，汤漪任段祺瑞组织的善后会议副议长，后又任临时参政院参政会副议长。抗日战争期间，汤漪于1938年起任行政院赈济委员会委员。1942年4月15日，汤漪在重庆去世。